# Церква Покрову Пресвятої Богородиці (Любша)
Церква Покрови Пресвятої Богородиці — чинний храм Української греко-католицької церкви у селі Любша Івано-Франківського району Івано-Франківської області. Пам'ятка архітектури місцевого значення № 874.

## Історія
Перша згадка про церкву датується 1578 роком. Як свідчить акт візитації парафії 1762 року, що у 1734 році збудована наступна дерев'яна церква Покрова Пресвятої Богородиці. У 1782 році зведено наступну дерев'яну церкву, яку замінила у 1912 році існуюча дерев'яна. Була зачинена у 1962—1989 роках. Нині церква перебуває у користуванні громади УГКЦ.

## Опис
Церква розташована при сільській вулиці, на вирівняній ділянці пагорба. Дерев'яна, хрещата, на кам'яному підмурівку. До квадратової в плані нави прилягають зі сходу — гранчастий вівтар з двома прямокутними ризницями по боках, з півночі і півдня — гранчасті бічні рамена, а з заходу — прямокутний бабинець. Над навою на високому світловому восьмерику здіймається низька шоломова баня, завершена сліпим ліхтарем з маківкою. На кінцях гребенів п'ятисхилих дахів вівтаря і бічних рамен та двосхилого причілкового даху бабинця встановлені невеличкі сліпі ліхтарі з маківками. Оперізує церкву широке піддашшя, оперте на фігурні випусти вінців зрубів. Стіни надопасання і восьмерика шальовані вертикально дошками і лиштвами, підопасання — відкритий зруб. Віконні прорізи у стінах восьмерика круглої форми. В інтер'єрі рамена хреста перекриті дзеркальними склепіннями. Хори розташовані вздовж трьох стін бабинця та при західних стінах бічних рамен. Стінопис церкви походить з 1991 року. Тоді ж встановлено новий іконостас. Різьбили іконостас та царські врата Іван Гураль і Василь Рій.
На північний захід від церкви розташована стара дерев'яна дзвіниця, а трохи далі за нею — нова мурована, шестигранна в плані, вкрита шестибічною шоломовою банею, увінчаною ліхтарем з маківкою. Стару дзвіницю, що походить ще від старої церкви, планують розібрати. Це квадратова в плані, двоярусна стовпова будівля, перекрита пірамідальним наметовим верхом. Перший ярус її, шальований вертикально дошками, відділений від відкритого другого широким піддашшям на приставлених кронштейнах.